# 艾伯特市集
艾伯特市集（英語：Albert Market）是甘比亞的首都班竹街頭市集，位於解放大道（Liberation Avenue）上，它建成於十九世紀中葉。

## 命名
它以大不列顛及愛爾蘭聯合王國君主維多利亞女王的丈夫艾伯特親王的名字命名，他當時控制了岡比亞。

## 圖像

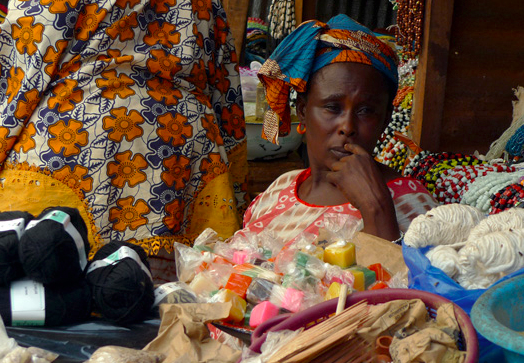
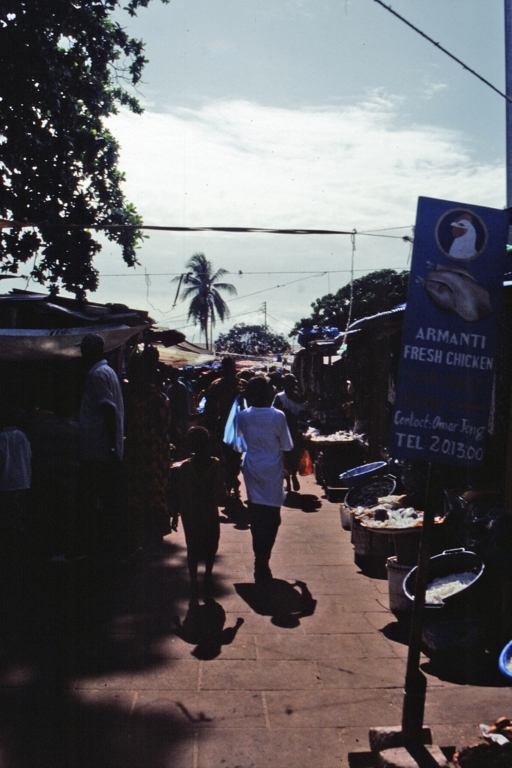
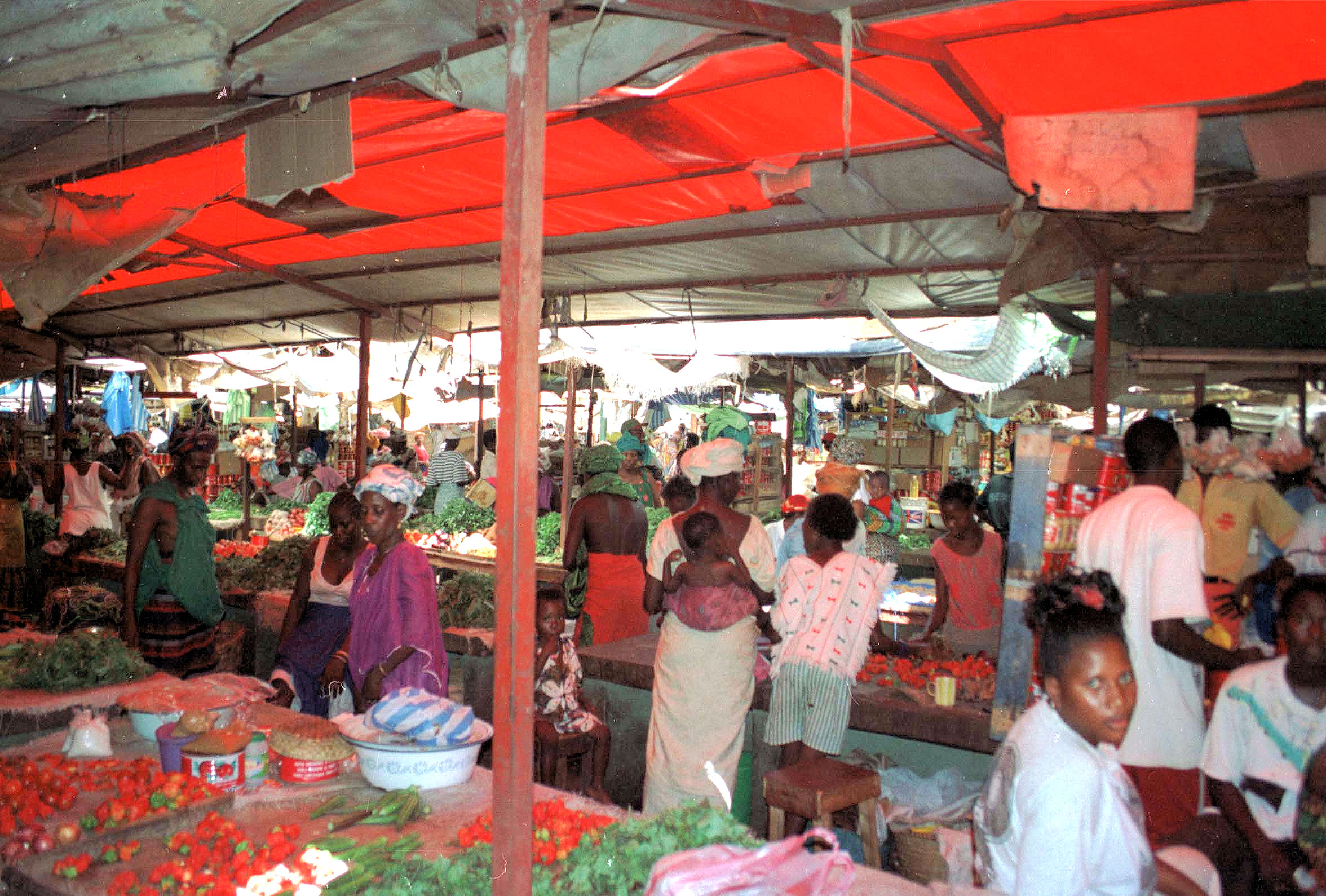
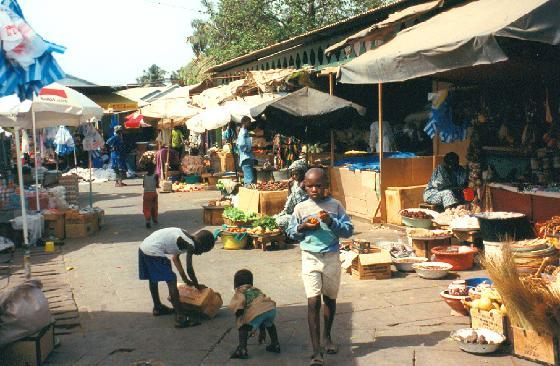
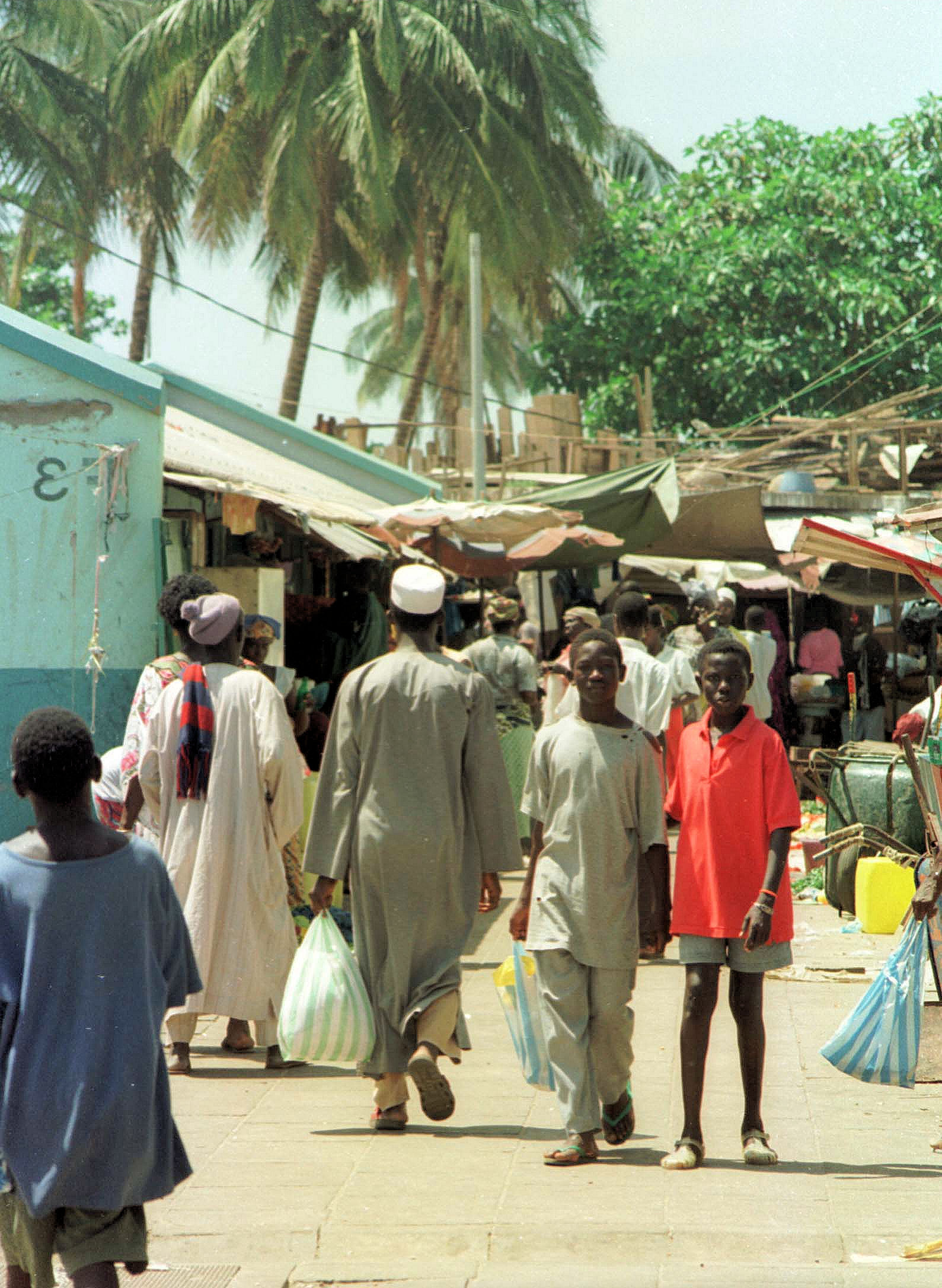
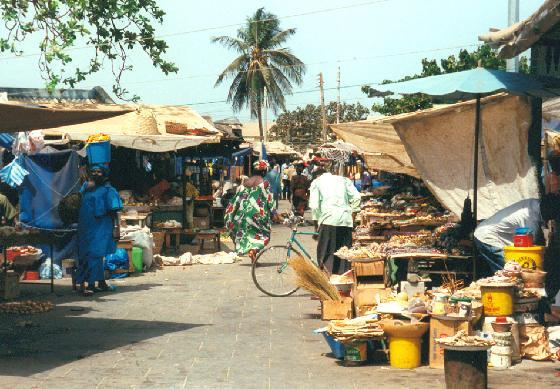
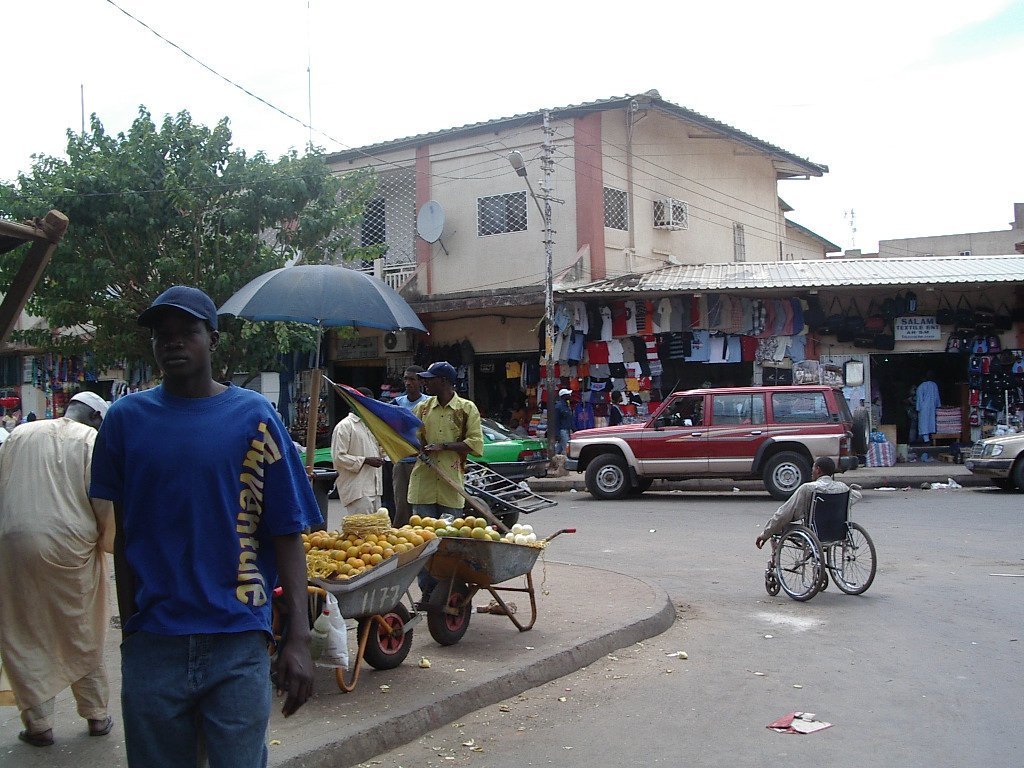

维基共享资源上的相關多媒體資源：Albert Market